# Лъск
 Тази статия е за селището в Ирландия.  За града в Уайоминг вижте Лъск (Уайоминг).  
Лъск (на английски: Lusk; на ирландски: Lusca) е село в източната част на Република Ирландия. Разположено е в графство Фингал на графство Дъблин, провинция Ленстър на 23 км северно от столицата Дъблин.
Първите сведения за селото датират от 450 г., когато тук е построен манастир. Ползва жп гарата на съседния град Ръш по линията Дъблин-Дроида, която минава между двете населени места. Населението му е 5236 жители от преброяването през 2006 г., факт според, който
Лъск е най-голямото село в Република Ирландия. Поради това, че населението му превишава в пъти населението на редица ирландски градове, живеещите около Дъблин и местното население наричат Лъск град.